# Hyporhamphus erythrorinchus
Hyporhamphus erythrorinchus är en fiskart som först beskrevs av Charles Alexandre Lesueur 1821.  Hyporhamphus erythrorinchus ingår i släktet Hyporhamphus och familjen Hemiramphidae. Inga underarter finns listade i Catalogue of Life.